# Прокаччини, Андреа
Андреа Прокаччини (итал. Andrea Procaccini, 14 января 1671, Рим, Папская область — 1734, Сан-Ильдефонсо, Испания) — итальянский живописец периода барокко, работал в Риме и Мадриде. Был одним из основных учеников и помощников Карло Маратта до переезда в Испанию в 1720 году, где он закончил свою карьеру на службе у короля Филиппа V.

## Биография
Прокаччини родился в Риме в семье Карло Прокаччини и Анжеликой Вела. Учился живописи в мастерской Карло Маратта в Риме. Вначале копировал картины учителя. В 1702 году под руководством Маратта участвовал в реставрации фресок в залах Ватикана. Писал фрески в римских базиликах Санта-Мария-дельи-Анджели-э-дей-Мартири (1700—1702) и Санта-Мария-дель-Орто (1702—1703). По поручению Маратта работал в Турине, затем снова в Риме для маркиза Никколо Мария Паллавичини. Он написал образ пророка Даниила для серии фресок в церкви Сан-Джованни-ин-Латерано. В 1714 году Андреа Прокаччини был назначен папой Климентом XI директором недавно созданной фабрики гобеленов Сан-Микеле.
Прокаччини намеревался выполнить гравюры с серии шпалер «Деяния Апостолов» Рафаэля, хранящихся в Ватикане, но эта работа осталась незавершенной. В 1716 году Андреа Прокаччини стал членом Академии Святого Луки в Риме.
Андреа Прокаччини участвовал в создании Ватиканской шпалерной мануфактуры. В 1724 году переехал в Испанию, где более десяти лет рисовал для королевской семьи Филиппа V. В 1727 году женился на Розалии О’Мур. Он руководил королевскими мануфактурами, стал агентом по формированию королевских художественных коллекций, в качестве архитектора руководил строительством дворца Ла-Гранха-де-Сан-Ильдефонсо.

## Галерея

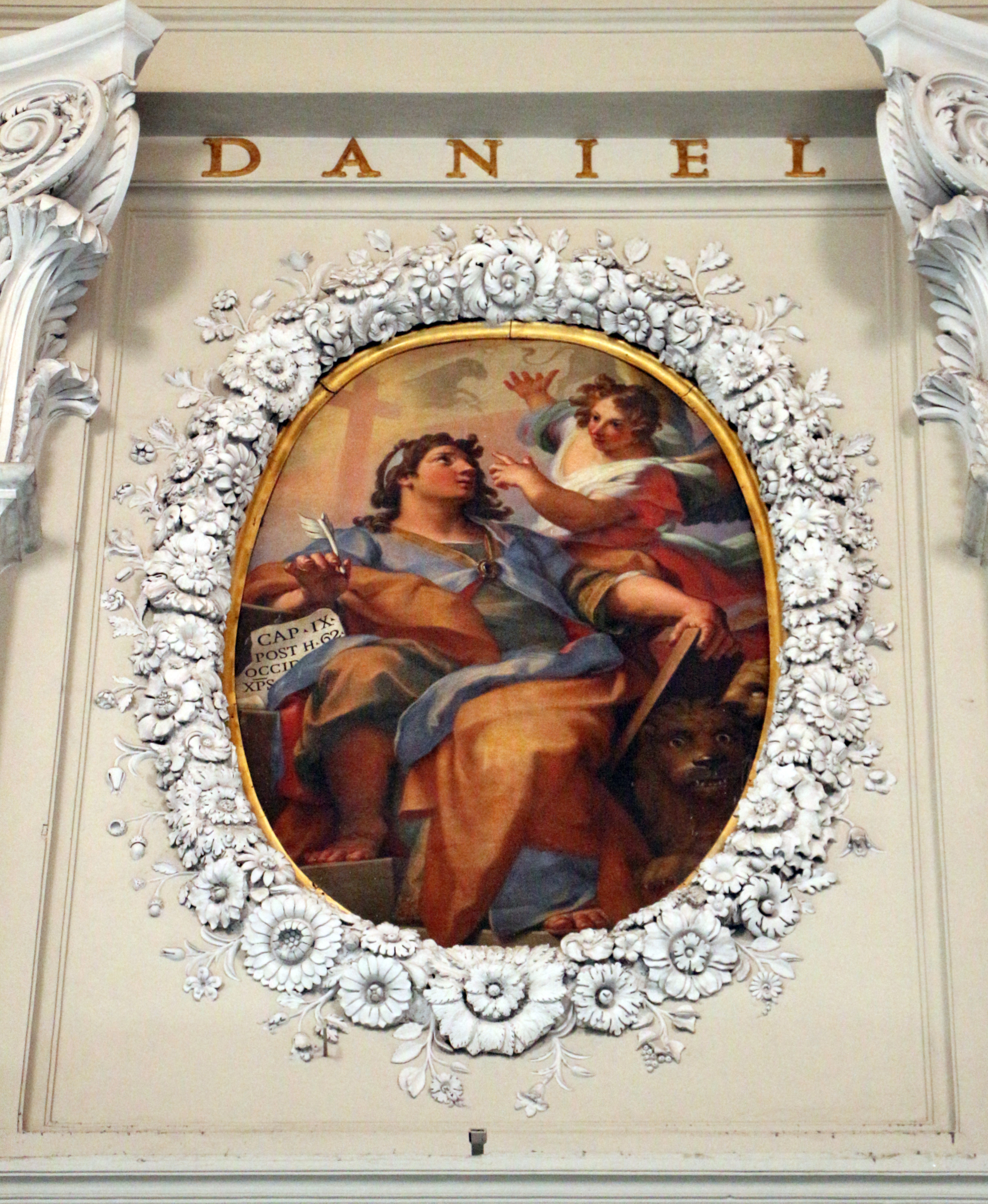
Пророк Даниил. Фреска. Сан-Джованни-ин-Латерано. Ок. 1718
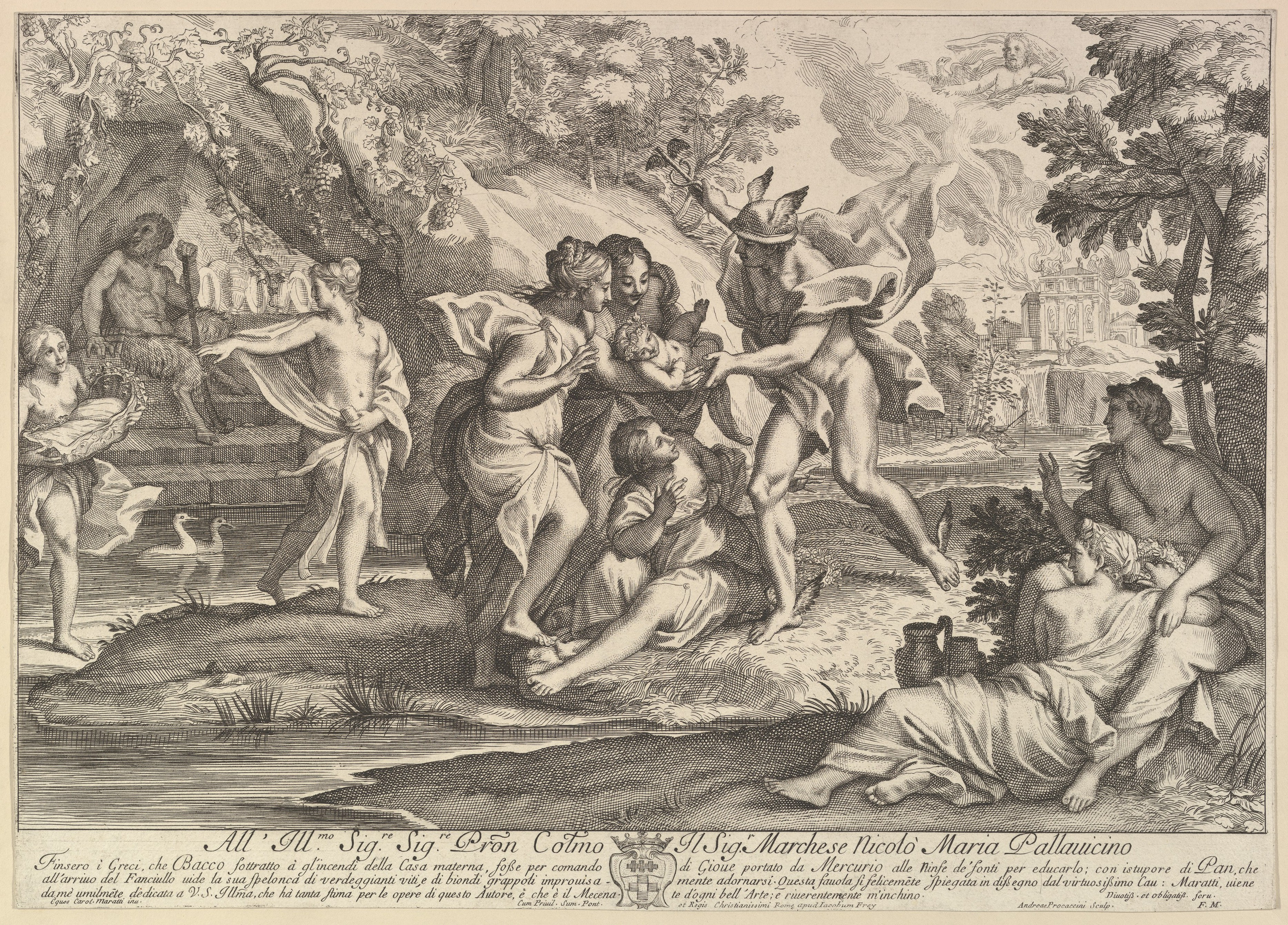
А. Прокаччини по картине К. Маратта. Младенец Вакх, отданный Меркурием на попечение нимф. Офорт
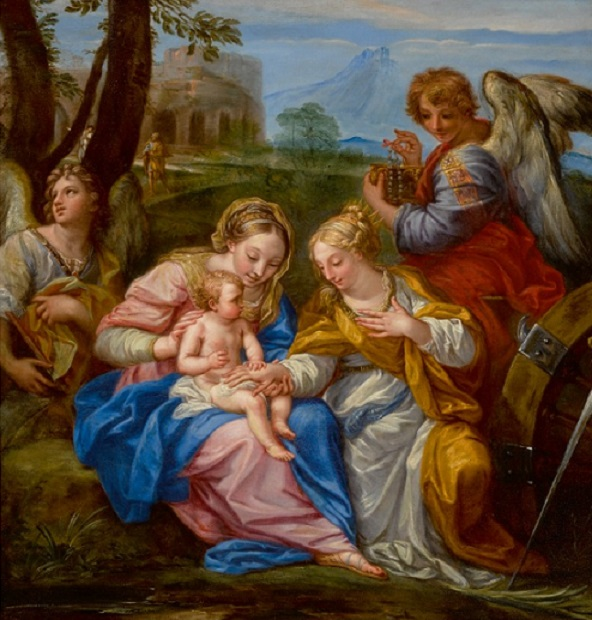
Мистическое обручение Святой Екатерины Александрийской
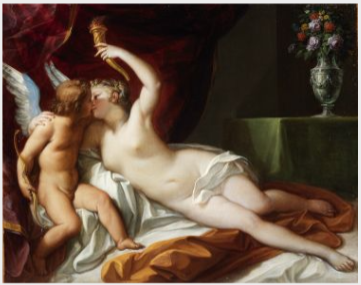
Венера и Купидон